# Premier Division 2025 (Irlanda)
La League of Ireland Premier Division 2025, anche nota come 2025 SSE Aircity League Premier Division per motivi di sponsorizzazione, è la 105ª edizione della massima serie del campionato irlandese di calcio, iniziata il 14 febbraio e con termine il 1º novembre 2025.
Lo Shelbourne è la squadra campione in carica, avendo vinto il suo quattordicesimo titolo nazionale nell'edizione 2024.
Si tratta inoltre della prima stagione in cui il campionato è interamente formato da squadre professionistiche.

## Stagione

### Novità
Dalla stagione precedente è stato retrocesso il Dundalk, ultimo classificato, dopo sedici stagioni consecutive di massima serie. Al suo posto dalla First Division è stato promosso il Cork City, primo classificato del campionato.

### Formula
Le 10 squadre partecipanti si affrontano in un girone all'italiana con doppie partite di andata e ritorno, per un totale di 36 giornate. La squadra prima classificata è dichiarata campione d'Irlanda ed ammessa al primo turno di qualificazione della UEFA Champions League 2026-2027. La seconda e la terza classificata vengono ammesse al primo turno di qualificazione della UEFA Conference League 2026-2027. Se la squadra vincitrice della FAI Cup, ammessa al primo turno di qualificazione della UEFA Europa Conference League 2026-2027, si classifica al secondo o terzo posto, l'accesso al primo turno di Europa Conference va a scalare. La nona classificata viene ammessa allo spareggio promozione/retrocessione contro la vincente degli spareggi di First Division, mentre la decima classificata viene retrocessa in First Division.

## Squadre partecipanti
| Club            | Città                  | Stadio           | Stagione precedente    |
| --------------- | ---------------------- | ---------------- | ---------------------- |
| Bohemians       | Dublino (Phibsborough) | Dalymount Park   | 8° in Premier Division |
| Cork City       | Cork                   | Turners Cross    | First Division         |
| Derry City      | Derry                  | Brandywell       | 4° in Premier Division |
| Drogheda Utd    | Drogheda               | United Park      | 9° in Premier Division |
| Galway United   | Galway                 | Terryland Park   | 5° in Premier Division |
| Shamrock Rovers | Dublino (Tallaght)     | Tallaght Stadium | 2° in Premier Division |
| Shelbourne      | Dublino (Drumcondra)   | Tolka Park       | Campione d'Irlanda     |
| Sligo Rovers    | Sligo                  | Showgrounds      | 6° in Premier Division |
| St Patrick's    | Dublino (Inchicore)    | Richmond Park    | 3° in Premier Division |
| Waterford       | Waterford              | Waterford RSC    | 7° in Premier Division |

## Classifica
Dati aggiornati al 4 aprile 2025.
|  | Pos. | Squadra         | Pt | G | V | N | P | GF | GS | DR |
|  | ---- | --------------- | -- | - | - | - | - | -- | -- | -- |
|  | 1.   | Drogheda Utd    | 15 | 8 | 4 | 3 | 1 | 10 | 4  | +6 |
|  | 2.   | St Patrick's    | 14 | 8 | 4 | 2 | 2 | 12 | 7  | +5 |
|  | 3.   | Galway United   | 13 | 8 | 3 | 4 | 1 | 10 | 7  | +3 |
|  | 4.   | Shelbourne      | 13 | 8 | 3 | 4 | 1 | 9  | 6  | +3 |
|  | 5.   | Shamrock Rovers | 11 | 7 | 3 | 2 | 2 | 7  | 6  | +1 |
|  | 6.   | Derry City      | 11 | 8 | 3 | 2 | 3 | 8  | 10 | -2 |
|  | 7.   | Bohemians       | 9  | 8 | 3 | 0 | 5 | 9  | 10 | -1 |
|  | 8.   | Waterford       | 9  | 8 | 3 | 0 | 5 | 8  | 13 | -5 |
|  | 9.   | Cork City       | 7  | 7 | 1 | 4 | 2 | 9  | 10 | -1 |
|  | 10.  | Sligo Rovers    | 4  | 8 | 1 | 1 | 6 | 10 | 19 | -9 |

Legenda:
      Campione d'Irlanda e ammessa al primo turno di qualificazione della UEFA Champions League 2026-2027
      Ammesse al primo turno di qualificazione della UEFA Europa Conference League 2026-2027
 Ammesso allo spareggio retrocessione-promozione
      Retrocessa in First Division 2026
Note:
Tre punti a vittoria, uno a pareggio, zero a sconfitta.
La classifica viene stilata secondo i seguenti criteri:
- Punti conquistati
- Differenza reti generale
- Reti totali realizzate